# جیغ (ترانه مایکل جکسون و جنت جکسون)
«جیغ» (به انگلیسی: Scream/Childhood) نام تک‌آهنگی اثر مایکل جکسون، ترانه‌سرا و هنرمند آمریکایی است. این ترانه از نهمین آلبوم استودیویی جکسون با نام «تاریخ» منتشر شد.
نام موزیک ویدئوی ترانهٔ «جیغ» با هزینهٔ ساخت ۷ میلیون دلار هم‌اکنون به عنوان «پرهزینه‌ترین ویدئو کلیپ تمام دوران‌ها» در کتاب رکوردهای جهانی گینس ثبت شده‌است. این نخستین ترانه مشترک مایکل جکسون و خواهرش جنت جکسون است.